# Toluca
Toluca là một đô thị thuộc bang México, México. Năm 2005, dân số của đô thị này là 747512 người.

## Khí hậu
| Dữ liệu khí hậu của Toluca (1951–2010)                     | Dữ liệu khí hậu của Toluca (1951–2010) | Dữ liệu khí hậu của Toluca (1951–2010) | Dữ liệu khí hậu của Toluca (1951–2010) | Dữ liệu khí hậu của Toluca (1951–2010) | Dữ liệu khí hậu của Toluca (1951–2010) | Dữ liệu khí hậu của Toluca (1951–2010) | Dữ liệu khí hậu của Toluca (1951–2010) | Dữ liệu khí hậu của Toluca (1951–2010) | Dữ liệu khí hậu của Toluca (1951–2010) | Dữ liệu khí hậu của Toluca (1951–2010) | Dữ liệu khí hậu của Toluca (1951–2010) | Dữ liệu khí hậu của Toluca (1951–2010) | Dữ liệu khí hậu của Toluca (1951–2010) |
| Tháng                                                      | 1                                      | 2                                      | 3                                      | 4                                      | 5                                      | 6                                      | 7                                      | 8                                      | 9                                      | 10                                     | 11                                     | 12                                     | Năm                                    |
| ---------------------------------------------------------- | -------------------------------------- | -------------------------------------- | -------------------------------------- | -------------------------------------- | -------------------------------------- | -------------------------------------- | -------------------------------------- | -------------------------------------- | -------------------------------------- | -------------------------------------- | -------------------------------------- | -------------------------------------- | -------------------------------------- |
| Cao kỉ lục °C (°F)                                         | 27.0 (80.6)                            | 30.0 (86.0)                            | 32.5 (90.5)                            | 31.0 (87.8)                            | 33.5 (92.3)                            | 31.0 (87.8)                            | 27.0 (80.6)                            | 26.0 (78.8)                            | 27.5 (81.5)                            | 28.5 (83.3)                            | 26.0 (78.8)                            | 31.0 (87.8)                            | 33.5 (92.3)                            |
| Trung bình ngày tối đa °C (°F)                             | 19.1 (66.4)                            | 20.4 (68.7)                            | 22.7 (72.9)                            | 23.8 (74.8)                            | 24.0 (75.2)                            | 22.2 (72.0)                            | 20.8 (69.4)                            | 20.9 (69.6)                            | 20.7 (69.3)                            | 20.9 (69.6)                            | 20.2 (68.4)                            | 19.0 (66.2)                            | 21.2 (70.2)                            |
| Trung bình ngày °C (°F)                                    | 10.2 (50.4)                            | 11.4 (52.5)                            | 13.5 (56.3)                            | 15.2 (59.4)                            | 16.0 (60.8)                            | 15.7 (60.3)                            | 14.7 (58.5)                            | 14.6 (58.3)                            | 14.6 (58.3)                            | 13.6 (56.5)                            | 11.8 (53.2)                            | 10.7 (51.3)                            | 13.5 (56.3)                            |
| Tối thiểu trung bình ngày °C (°F)                          | 1.2 (34.2)                             | 2.5 (36.5)                             | 4.3 (39.7)                             | 6.5 (43.7)                             | 8.0 (46.4)                             | 9.2 (48.6)                             | 8.7 (47.7)                             | 8.4 (47.1)                             | 8.6 (47.5)                             | 6.4 (43.5)                             | 3.5 (38.3)                             | 2.4 (36.3)                             | 5.8 (42.4)                             |
| Thấp kỉ lục °C (°F)                                        | −8.3 (17.1)                            | −6.6 (20.1)                            | −6.6 (20.1)                            | 0.5 (32.9)                             | 2.4 (36.3)                             | 3.8 (38.8)                             | 0.8 (33.4)                             | 2.6 (36.7)                             | −0.4 (31.3)                            | −2.8 (27.0)                            | −7.0 (19.4)                            | −5.0 (23.0)                            | −8.3 (17.1)                            |
| Lượng Giáng thủy trung bình mm (inches)                    | 14.0 (0.55)                            | 8.7 (0.34)                             | 12.1 (0.48)                            | 31.7 (1.25)                            | 63.4 (2.50)                            | 139.3 (5.48)                           | 153.9 (6.06)                           | 140.4 (5.53)                           | 113.3 (4.46)                           | 53.3 (2.10)                            | 10.5 (0.41)                            | 6.9 (0.27)                             | 747.5 (29.43)                          |
| Số ngày giáng thủy trung bình (≥ 0.1 mm)                   | 2.5                                    | 2.9                                    | 3.6                                    | 7.5                                    | 13.5                                   | 18.7                                   | 23.3                                   | 23.0                                   | 18.1                                   | 10.2                                   | 3.9                                    | 2.3                                    | 129.5                                  |
| Độ ẩm tương đối trung bình (%)                             | 64                                     | 61                                     | 58                                     | 56                                     | 60                                     | 68                                     | 71                                     | 72                                     | 72                                     | 70                                     | 67                                     | 65                                     | 65                                     |
| Số giờ nắng trung bình tháng                               | 245                                    | 238                                    | 271                                    | 247                                    | 224                                    | 168                                    | 176                                    | 179                                    | 168                                    | 196                                    | 220                                    | 229                                    | 2.561                                  |
| Nguồn 1: Servicio Meteorológico Nacional (độ ẩm 1981–2000) |                                        |                                        |                                        |                                        |                                        |                                        |                                        |                                        |                                        |                                        |                                        |                                        |                                        |
| Nguồn 2: Deutscher Wetterdienst (nắng, 1961–1990)          |                                        |                                        |                                        |                                        |                                        |                                        |                                        |                                        |                                        |                                        |                                        |                                        |                                        |